# 30934 Bakerhansen
30934 Bakerhansen è un asteroide della fascia principale. Scoperto nel 1993, presenta un'orbita caratterizzata da un semiasse maggiore pari a 1,8923885 UA e da un'eccentricità di 0,0400889, inclinata di 20,67465° rispetto all'eclittica.